# 芳野村 (埼玉県)
芳野村（よしのむら）は埼玉県入間郡にあった村。現在は川越市の一部である。

## 歴史
村名は当地方を三芳野の里と称していたことに由来する。

### 沿革
- 1889年（明治22年） - 北田島村、谷中村、鴨田村、石田本郷、菅間村、伊佐沼村が合併し芳野村となる。
- 1938年（昭和13年） - 入間郡植木村のうち中老袋、鹿飼、上老袋を編入する。
- 1950年（昭和25年） - 川越市の一部を編入。
- 1955年（昭和30年） - 川越市に編入される。

### 村域の変遷
| 1868年 以前 | 1868年 以前     | 1873年 (明治6)  | 1879年 (明治12) | 1889年 (明治22) 4月1日 | 1896年 (明治29) 3月29日 | 1896年 (明治29) 3月29日 | 1939年 (昭和13) 5月1日 | 1950年 (昭和25) | 1955年 (昭和30) 4月1日 | 現在   |
| ----------- | --------------- | --------------- | --------------- | ---------------------- | ----------------------- | ----------------------- | ---------------------- | --------------- | ---------------------- | ------ |
|             | 川越町 の一部   | 川越町 の一部   | 川越町 の一部   | 川越町                 | 川越町                  | 川越町                  | 川越市                 | 芳野村 に編入   | 川越市 に編入          | 川越市 |
|             | 寺井宿          | 寺井村 の一部   | 寺井村 の一部   | 川越町                 | 川越町                  | 川越町                  | 川越市                 | 芳野村 に編入   | 川越市 に編入          | 川越市 |
|             | 寺井本郷        | 寺井村 の一部   | 寺井村 の一部   | 川越町                 | 川越町                  | 川越町                  | 川越市                 | 芳野村 に編入   | 川越市 に編入          | 川越市 |
|             | 寺井伊佐沼村    | 寺井村 の一部   | 寺井村 の一部   | 川越町                 | 川越町                  | 川越町                  | 川越市                 | 芳野村 に編入   | 川越市 に編入          | 川越市 |
|             | 松郷村 の一部   |                 |                 | 川越町                 | 川越町                  | 川越町                  | 川越市                 | 芳野村 に編入   | 川越市 に編入          | 川越市 |
|             | 北田島村        | 北田島村        | 北田島村        | 芳野村                 | 芳野村                  | 芳野村                  | 芳野村                 | 芳野村          | 川越市 に編入          | 川越市 |
|             | 谷中村          |                 |                 | 芳野村                 | 芳野村                  | 芳野村                  | 芳野村                 | 芳野村          | 川越市 に編入          | 川越市 |
|             | 鴨田村          |                 |                 | 芳野村                 | 芳野村                  | 芳野村                  | 芳野村                 | 芳野村          | 川越市 に編入          | 川越市 |
|             | 石田本郷        |                 |                 | 芳野村                 | 芳野村                  | 芳野村                  | 芳野村                 | 芳野村          | 川越市 に編入          | 川越市 |
|             | 菅間村          |                 |                 | 芳野村                 | 芳野村                  | 芳野村                  | 芳野村                 | 芳野村          | 川越市 に編入          | 川越市 |
|             | 伊佐沼村        |                 |                 | 芳野村                 | 芳野村                  | 芳野村                  | 芳野村                 | 芳野村          | 川越市 に編入          | 川越市 |
|             | 比企郡 鹿飼村   | 比企郡 鹿飼村   | 比企郡 鹿飼村   | 比企郡 植木村          | 入間郡 に移行           | 植木村                  | 芳野村 に編入          | 芳野村          | 川越市 に編入          | 川越市 |
|             | 比企郡 上老袋村 |                 |                 | 比企郡 植木村          | 入間郡 に移行           | 植木村                  | 芳野村 に編入          | 芳野村          | 川越市 に編入          | 川越市 |
|             | 比企郡 中老袋村 |                 |                 | 比企郡 植木村          | 入間郡 に移行           | 植木村                  | 芳野村 に編入          | 芳野村          | 川越市 に編入          | 川越市 |
|             | 比企郡 下老袋村 | 比企郡 下老袋村 | 比企郡 下老袋村 | 比企郡 植木村          | 入間郡 に移行           | 植木村                  | 古谷村 に編入          | 古谷村          | 川越市 に編入          | 川越市 |
|             |                 |                 | 比企郡 東本宿村 | 比企郡 植木村          | 入間郡 に移行           | 植木村                  | 古谷村 に編入          | 古谷村          | 川越市 に編入          | 川越市 |

## 地域
旧村域は川越市街の北東にあり、現在でも農地が多く残る田園地帯である。地区の説明は現在のもの。
- 北田島（きたたじま） - 現大字北田島。田園の中の集落。
- 谷中（やなか） - 現大字谷中。
- 鴨田（かもだ） - 現大字鴨田。芳野小学校がある。
- 石田本郷（いしだほんごう） - 現大字石田本郷。芳野中学校がある。
- 菅間（すがま） - 現大字菅間。
- 伊佐沼（いさぬま） - 現大字伊佐沼。伊佐沼に面する。
- 中老袋（なかおいぶくろ） - 現大字中老袋。荒川、入間川の河川敷に面する。
- 上老袋（かみおいぶくろ） - 現大字上老袋。中老袋の北にある集落。
- 鹿飼（ししかい） - 川越工業団地が建設され、町名変更により一部分が「芳野台」となるが残りの部分が大字鹿飼として残る。